# Oriole d'Abeillé
Icterus abeillei
Espèce
Répartition géographique
- zone de nidification
- zone d'hivernage

Statut de conservation UICN

 LC  : Préoccupation mineure
L’Oriole d'Abeillé (Icterus abeillei) est une espèce d'oiseau de la famille des ictéridés endémique du Mexique.

## Habitat
L’Oriole d’Abeillé niche dans les forêts clairsemées, les lisières, les zones ripariennes et parfois aussi dans les vergers et les jardins. Il hiverne dans divers habitats comme les forêts de Sapin sacré dans les montagnes, les associations de pins et de chênes, les zones ripariennes et les zones urbaines.

## Comportement
L’Oriole d’Abeillé est l’une des deux espèces d'oiseaux, avec le Cardinal à tête noire, qui se nourrit régulièrement du Monarque sur les aires d’hivernage de ce papillon. Il possède une certaine tolérance à la toxicité du Monarque, mais il est aussi capable de le décortiquer pour n’ingérer que les parties moins toxiques.